# 満洲自動車製造
満洲自動車製造株式会社（まんしゅうじどうしゃせいぞう、略称、満自）は、自動車製造に従事した満洲国の国策会社。1939年5月に設立され、本社は当初、新京にあり、1943年に奉天に移転した。1945年、満洲国は赤軍の侵攻により滅亡し、満自も満洲国と運命を共にした。

## 概要
満自は、1939年5月11日、 満洲重工業開発の子会社として設立された。本店を新京に置いた。創業当時、安東に工場を建設した:54,58。
自身の生産能力の不足のため、満自は、1942年に同和自動車工業を買収するとともに、1943年、同和の本店があった奉天に本店を移転した:60，61。
1945年8月、日本は敗戦し、満洲国は滅亡した。 1945年8月時点では、旧満自の工場は、ソビエト軍の管理下で車両の生産を続けていた。1945年10月、ソビエト連邦は旧・満洲重工業開発の傘下にあった企業を接収し、満自の設備もまた、ソビエト軍によって完全に撤去され、ソビエト連邦に送られた。日本にあった満自の支店は、1946年12月、閉鎖機関に指定され、1950年12月、閉鎖された:66-68。